# Злотчанський Віктор Леонідович
Злотчанський Віктор Леонідович (1 вересня 1879, Подільська губернія — ? після 1921) — український політичний діяч, секретар Трудового конгресу України.
1901-08 рр. навчався у Юріївському університеті на фізико-математичному факультеті. Член ТУП. Друкувався у газеті «Громадська думка».
У 1917 р. — товариш голови Гадяцької повітової організації «Просвіта», пізніше — редактор «Вісті Кам'янецького повітового виконкому». Член УСДРП.
Працював учителем Камʼянецької гімназії, член «Комісії для збудування Кам'янець-Подільського державного українського університету», гласний Камʼянецької міської думи. Наприкінці 1918 р. очолював осередок Національного союзу у Камʼянці. 1919 р. обраний депутатом Трудового конгресу від інтелігенції Подільської губернії. 1921 р. — в.о. віце-директора департаменту професійної освіти Міністерства освіти УНР, професор Українського народного університету у Ланцуті.